# Comuna Cuzdrioara, Cluj
Cuzdrioara (în maghiară Kozárvár) este o comună în județul Cluj, Transilvania, România, formată din satele Cuzdrioara (reședința), Mănășturel și Valea Gârboului. Se află la est de Dej, la confluența Someșului Mare cu Someșul Mic.

## Istoric
Exploatări de sare cunoscute din antichitate sunt și cele de la Cuzdrioara.
La marginea de vest a satului se vede conturul șanțurilor unei vechi așezări fortificate (cetăți). Diametrul sanțurilor e circa 50 m, înălțimea acestora atinge pe alocuri 2 m. Azi teritoriul e ocupat de un cimitir reformat. În interiorul cetății s-au găsit obiecte ceramice neolitice, romane și medievale. E posibil ca fortăreața să fi fost utilizată încă din perioada lui Árpád (*845; †907).
Regele Ungariei și Croației Andrei al II-lea (1205-1235) a făcut cadou satul magistrului Denes, unul din strămoșii familiei Bánffy, familie care a rămas în posesia satului până în secolul al XVII-lea.

## Lăcașuri de cult
- Biserica reformat-calvină, din secolul al XV-lea.

## Obiective turistice
- Așezarea fortificată Cuzdrioara
- Conacul Cuzdrioara

## Demografie
Componența etnică a comunei Cuzdrioara
     Români (80,71%)
     Romi (10,9%)
     Maghiari (2,43%)
     Alte etnii (0,07%)
     Necunoscută (5,9%)
Componența confesională a comunei Cuzdrioara
     Ortodocși (80,01%)
     Penticostali (7,53%)
     Reformați (3,83%)
     Greco-catolici (1,6%)
     Alte religii (0,53%)
     Necunoscută (6,5%)
Conform recensământului efectuat în 2021, populația comunei Cuzdrioara se ridică la 3.001 locuitori, în creștere față de recensământul anterior din 2011, când fuseseră înregistrați 2.733 de locuitori. Majoritatea locuitorilor sunt români (80,71%), cu minorități de romi (10,9%) și maghiari (2,43%), iar pentru 5,9% nu se cunoaște apartenența etnică. Din punct de vedere confesional, majoritatea locuitorilor sunt ortodocși (80,01%), cu minorități de penticostali (7,53%), reformați (3,83%) și greco-catolici (1,6%), iar pentru 6,5% nu se cunoaște apartenența confesională.

## Politică și administrație
Comuna Cuzdrioara este administrată de un primar și un consiliu local compus din 11 consilieri. Primarul, Simion Casian Rus[*], de la Partidul Național Liberal, este în funcție din 2012. Începând cu alegerile locale din 2024, consiliul local are următoarea componență pe partide politice:
|  | Partid                          | Consilieri | Componența Consiliului | Componența Consiliului | Componența Consiliului | Componența Consiliului | Componența Consiliului |
|  | ------------------------------- | ---------- | ---------------------- | ---------------------- | ---------------------- | ---------------------- | ---------------------- |
|  | Partidul Național Liberal       | 5          |                        |                        |                        |                        |                        |
|  | Partidul Social Democrat        | 3          |                        |                        |                        |                        |                        |
|  | Alianța pentru Unirea Românilor | 2          |                        |                        |                        |                        |                        |
|  | Partida Romilor „Pro Europa”    | 1          |                        |                        |                        |                        |                        |

### Evoluție istorică
De-a lungul timpului populația comunei a evoluat astfel:
Cuzdrioara - evoluția demografică

|  | Graficele sunt indisponibile din cauza unor probleme tehnice. Mai multe informații se găsesc la Phabricator și la wiki-ul MediaWiki. |

Date: Recensăminte sau birourile de statistică - grafică realizată de Wikipedia

## Imagini

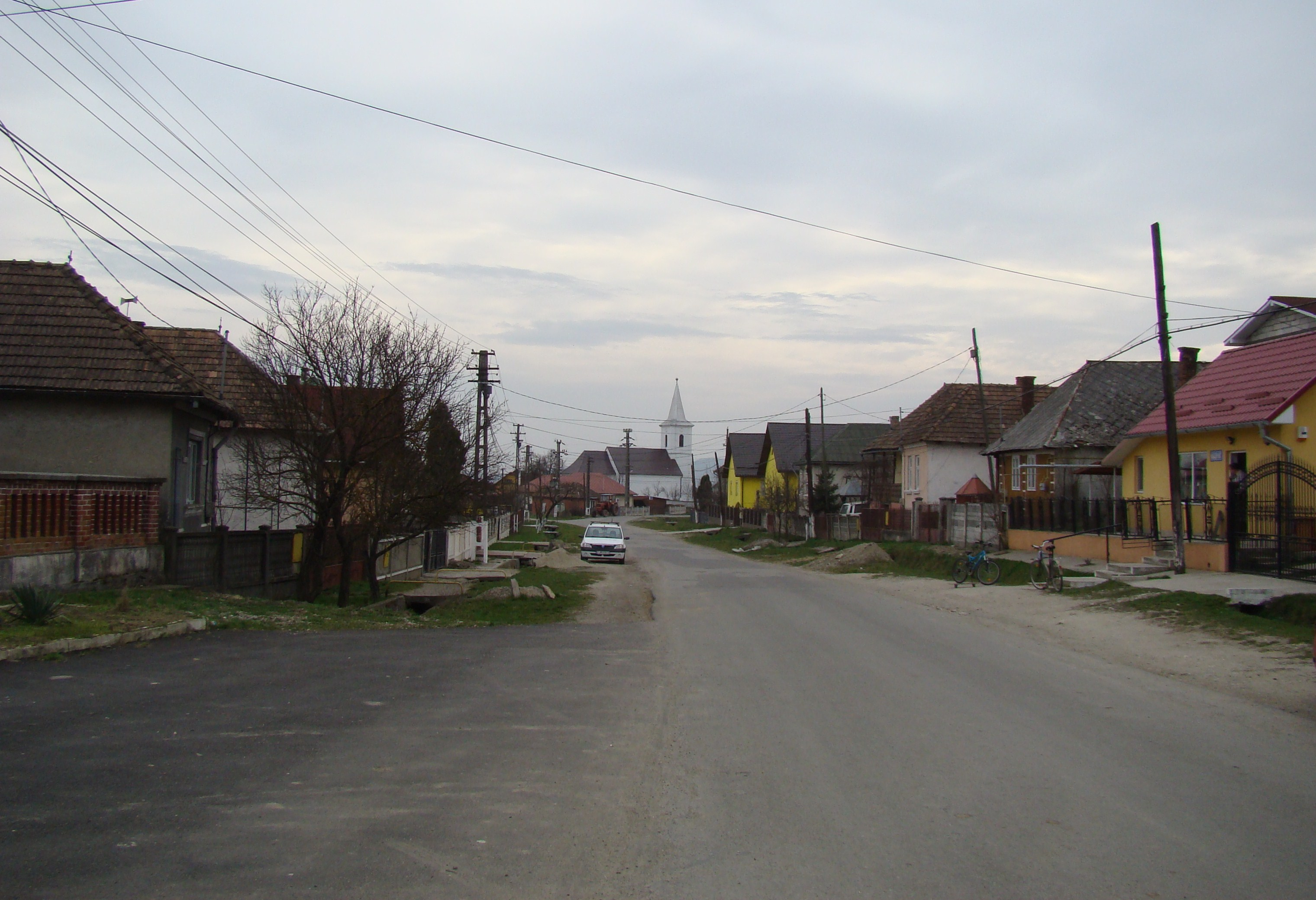
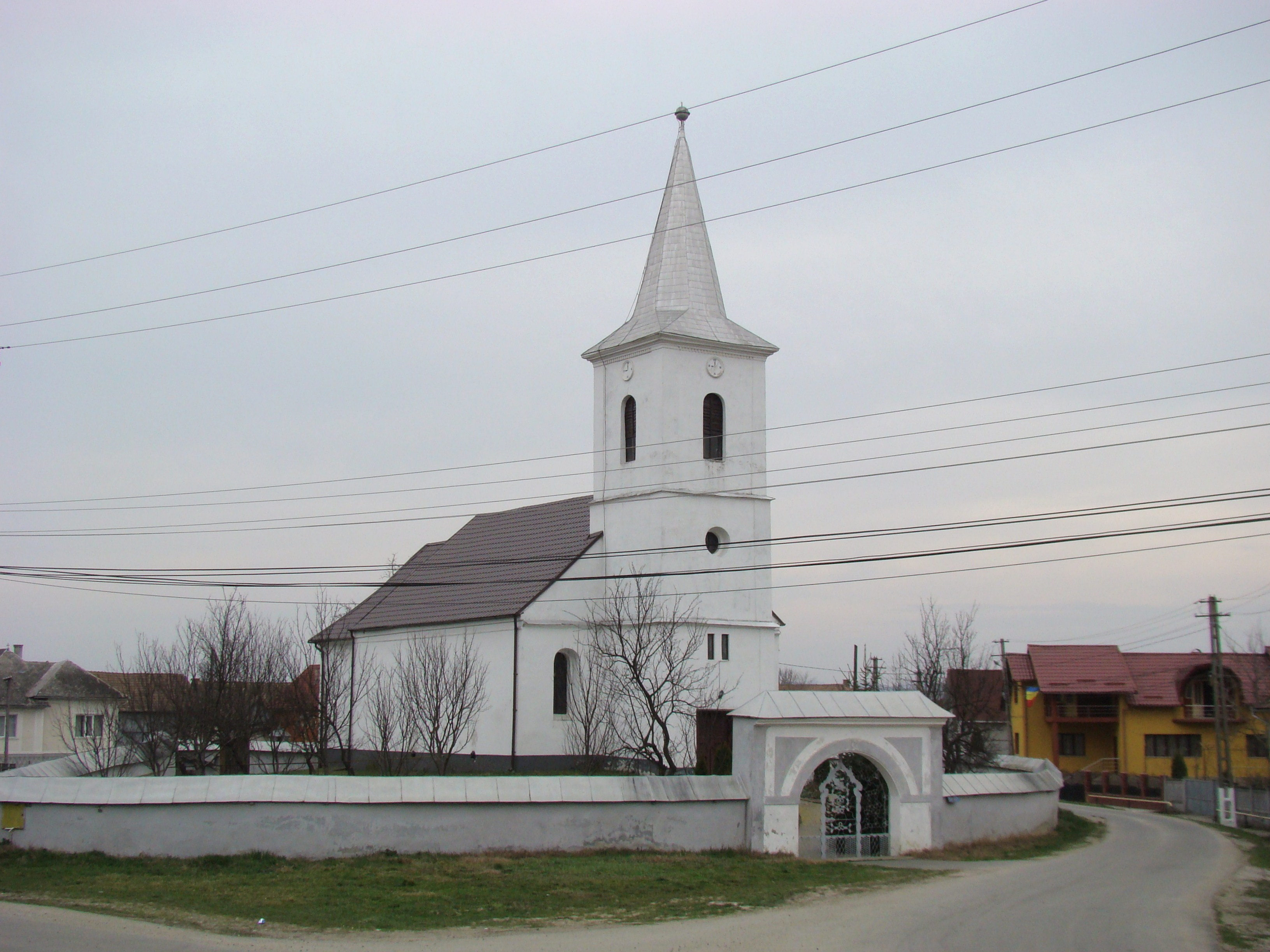
Biserica reformată (monument istoric)
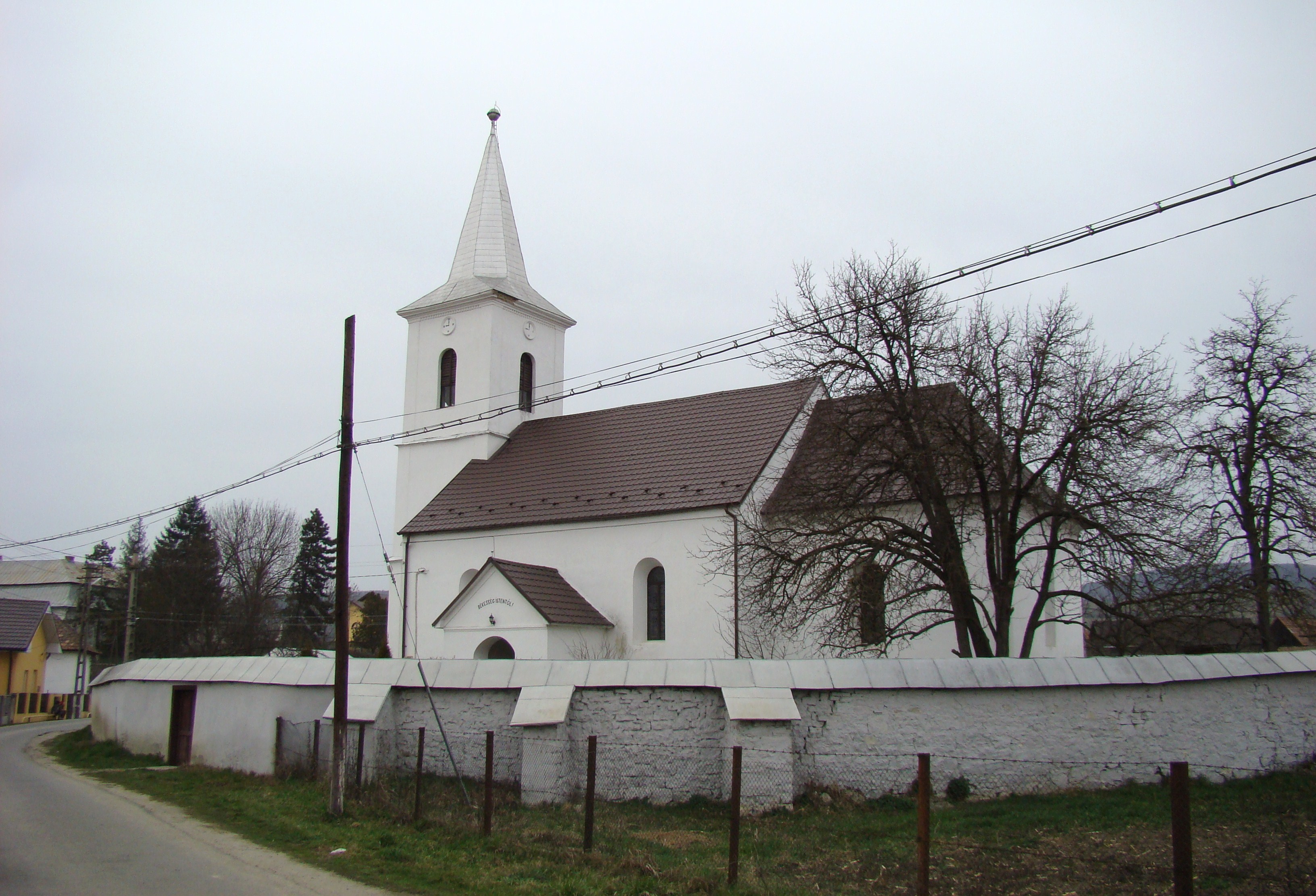
Biserica reformată (monument istoric)
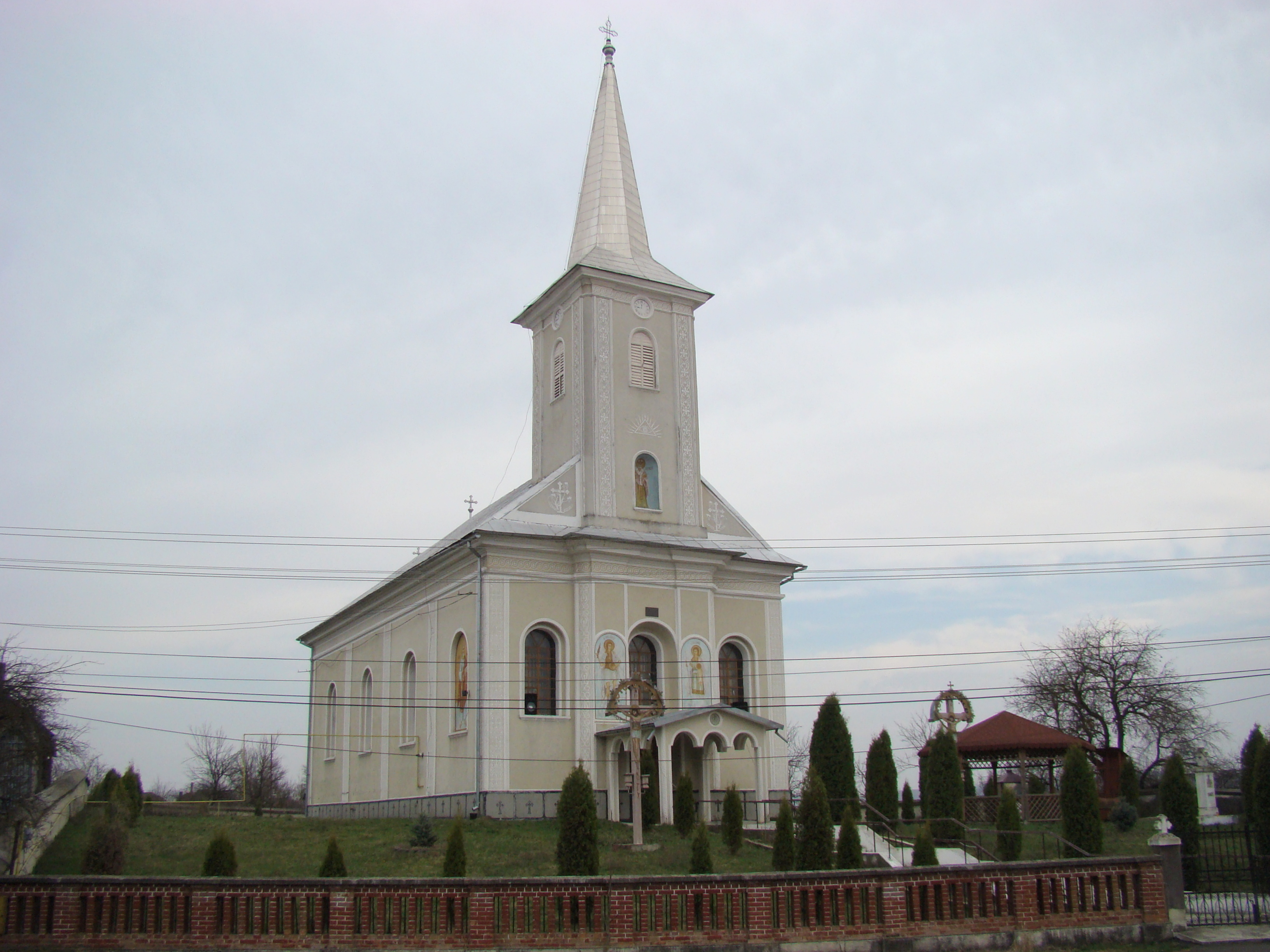
Biserica ortodoxă
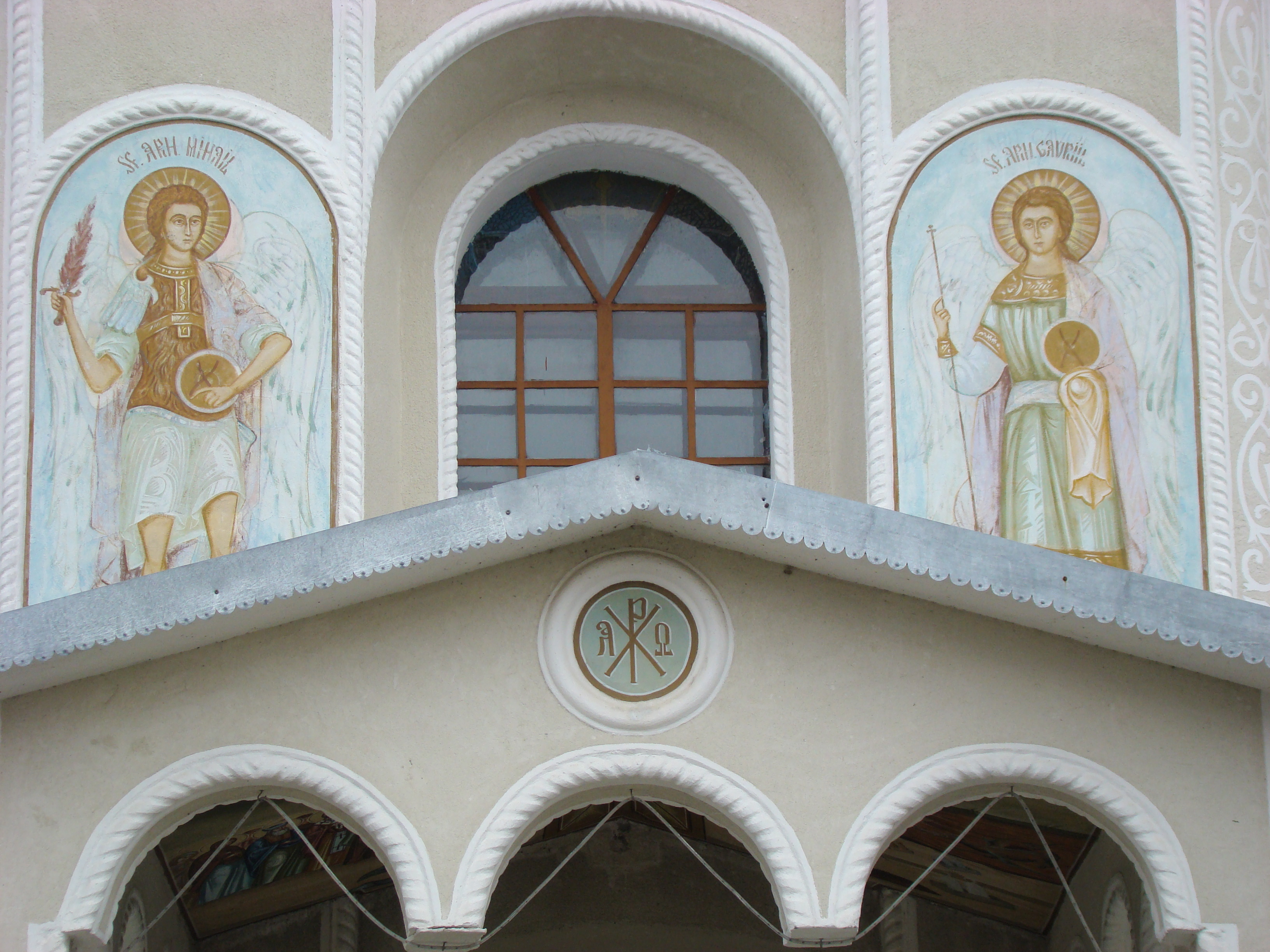
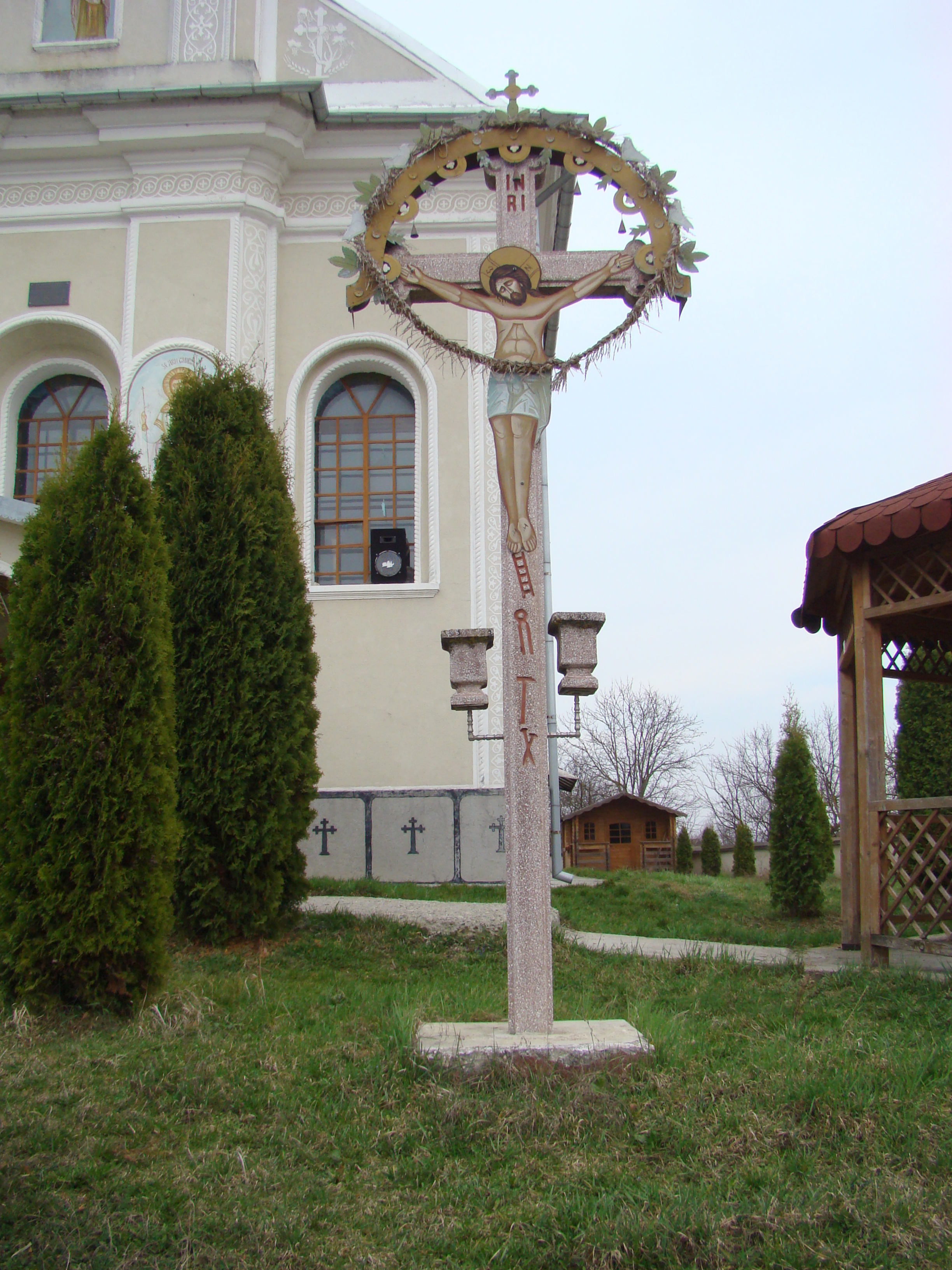
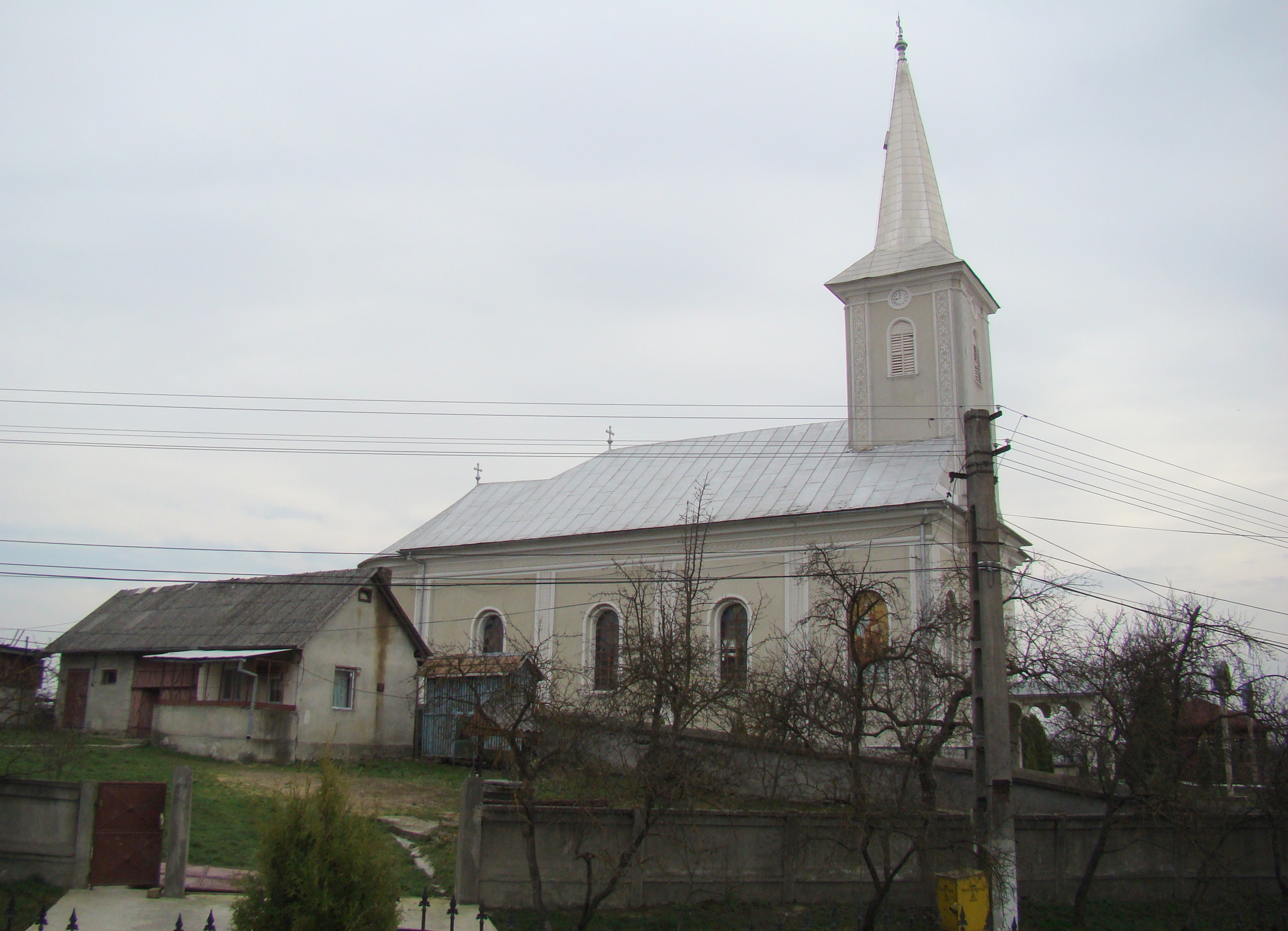
Biserica ortodoxă
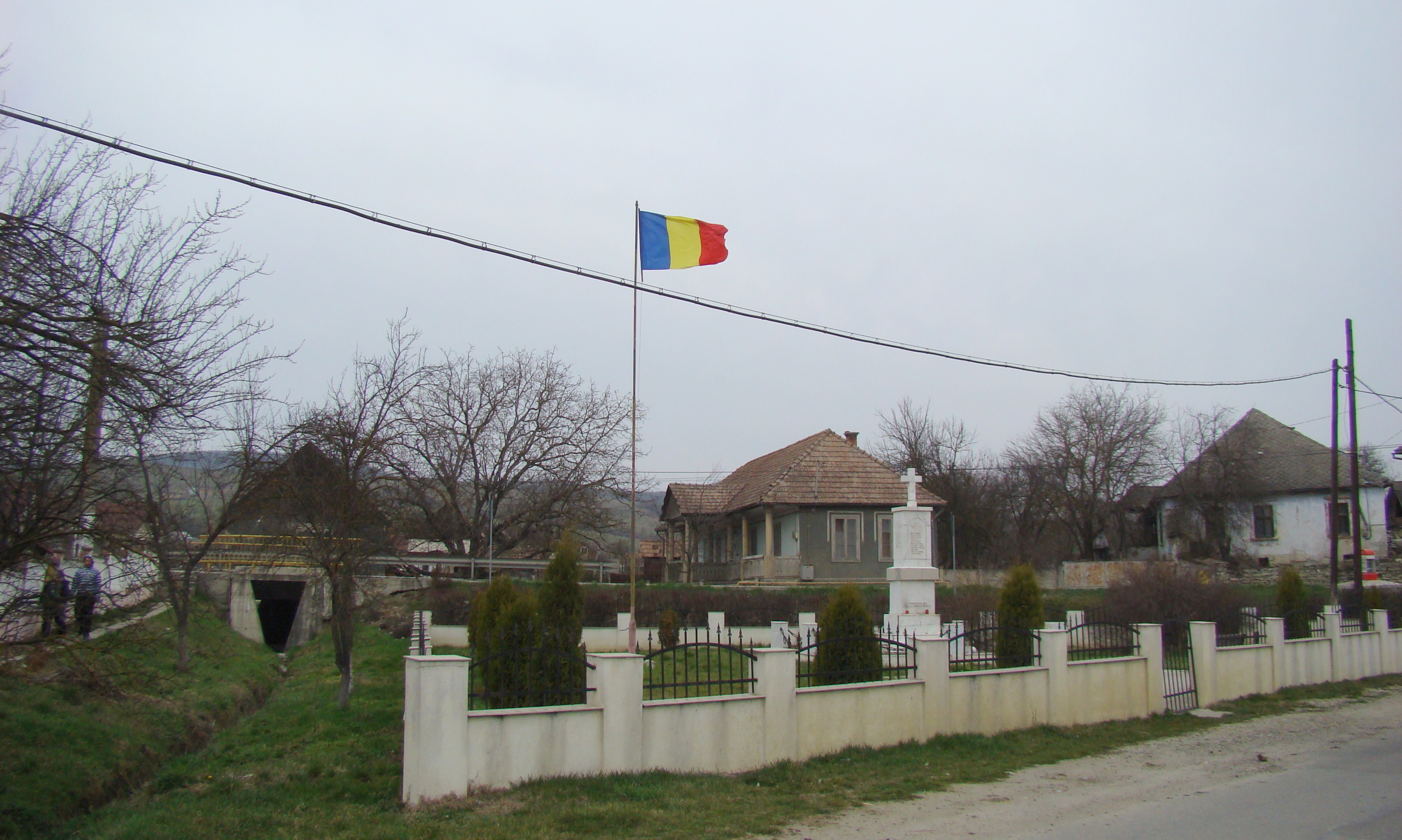
Monumentul Eroilor
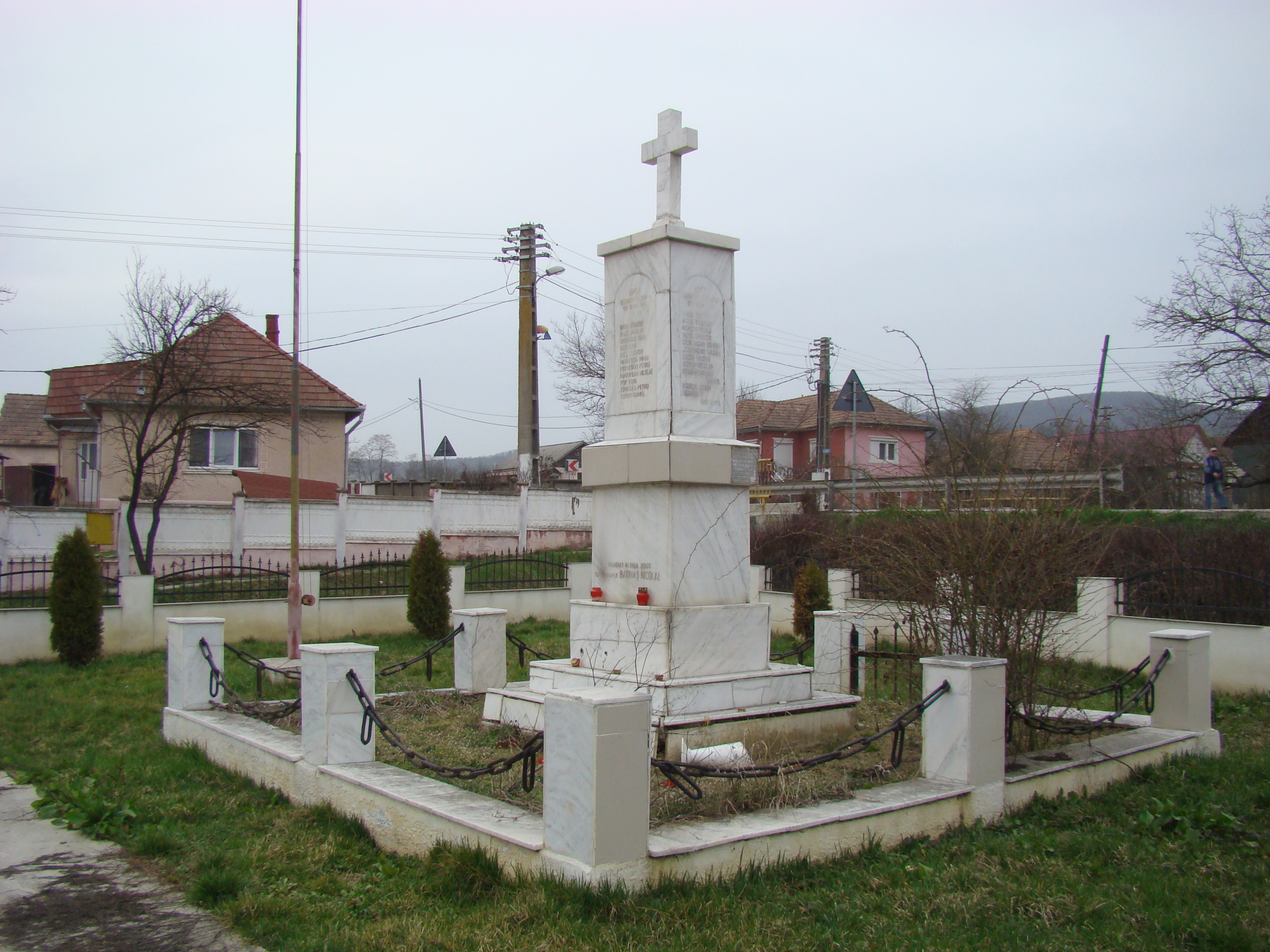
Monumentul Eroilor
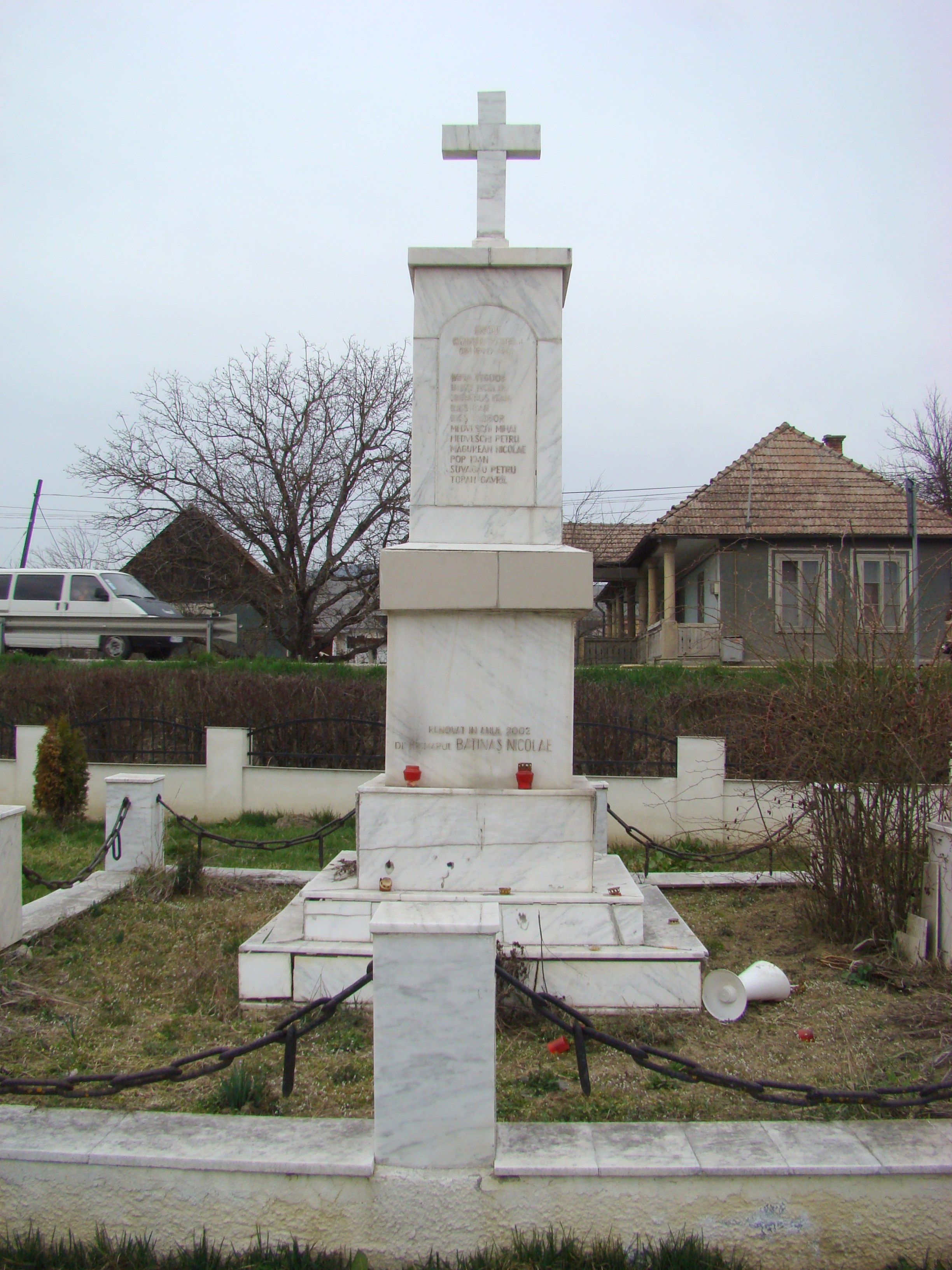
Monumentul Eroilor
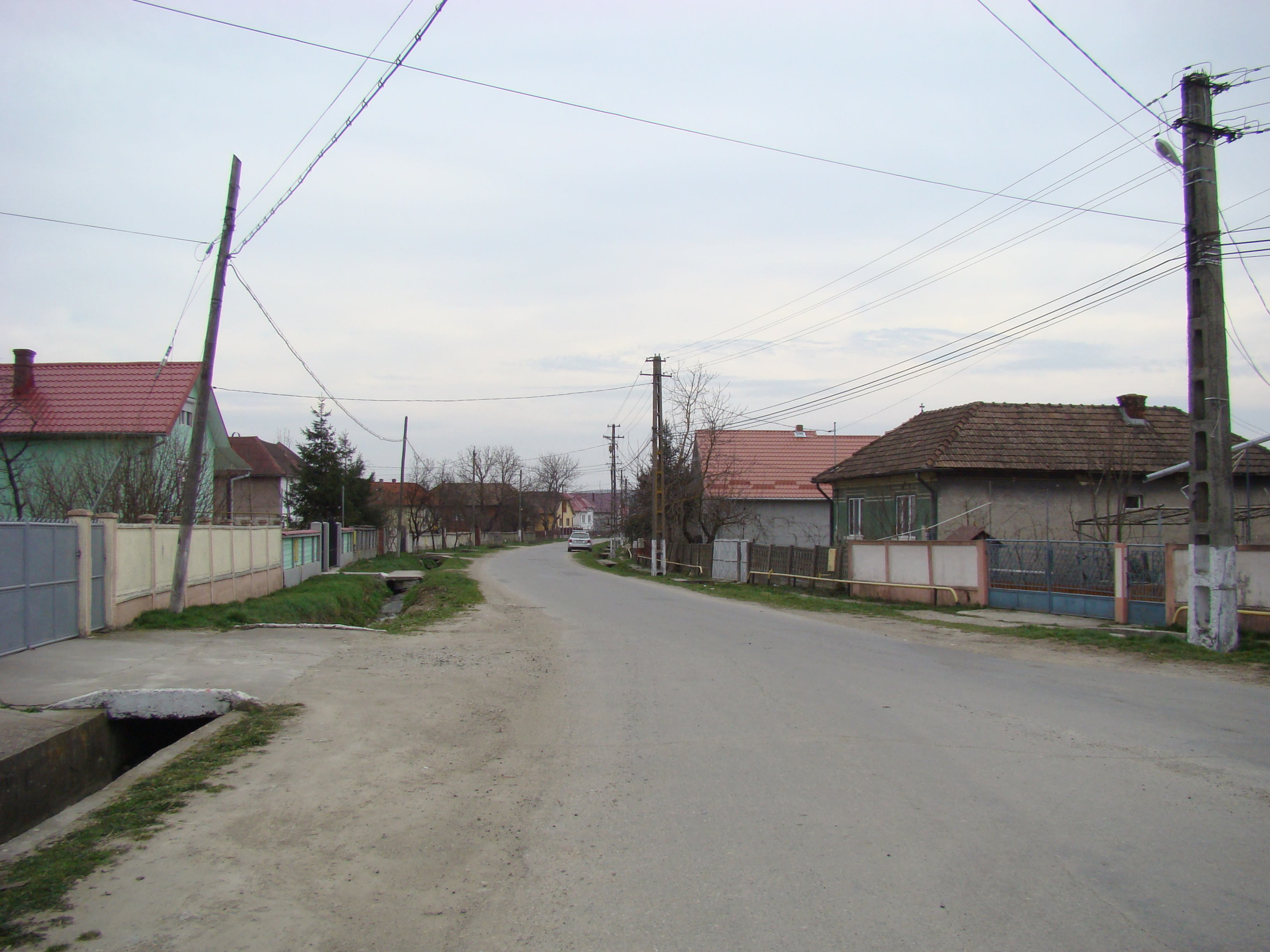
Cuzdrioara, județul Cluj
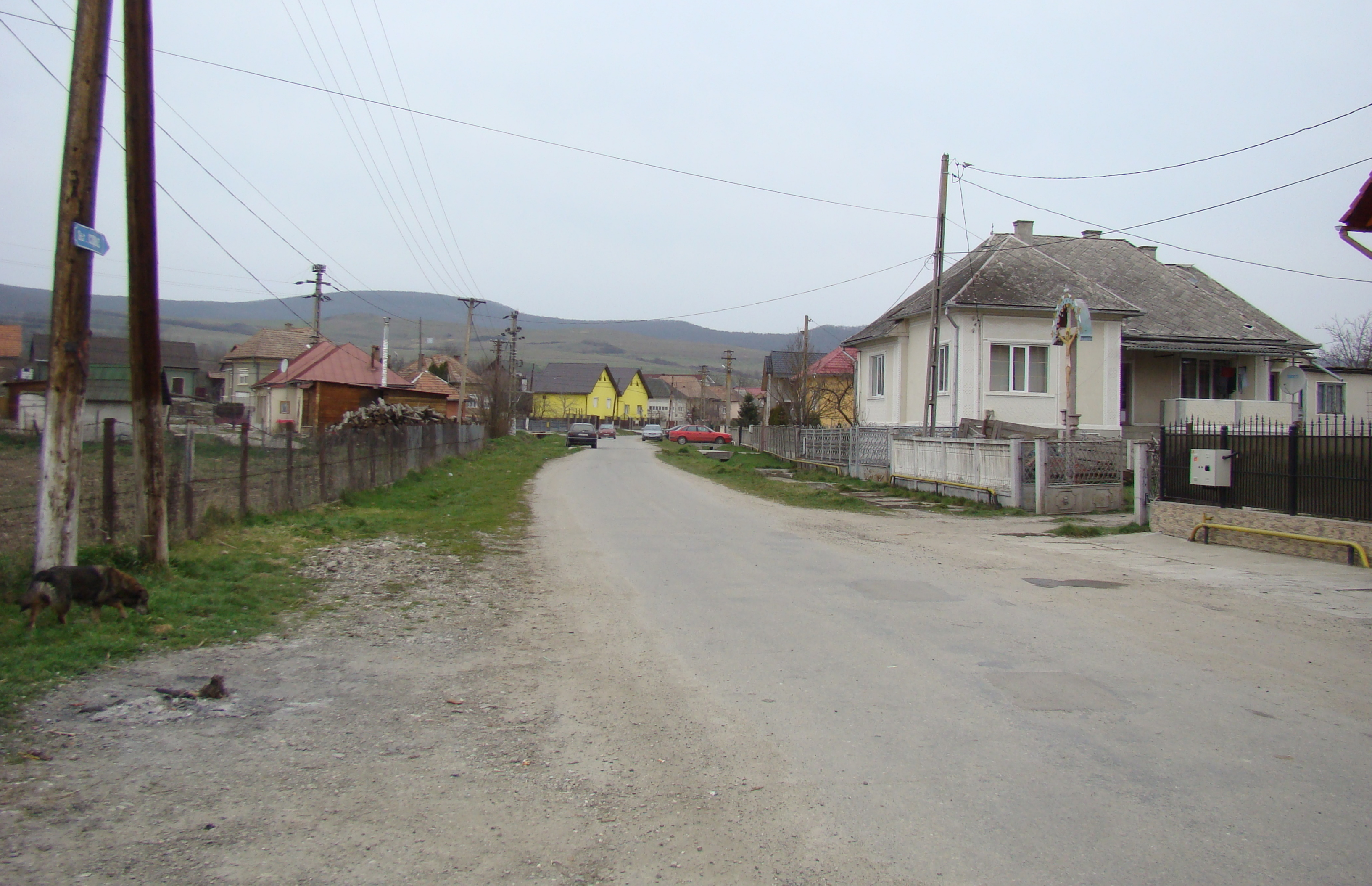
Cuzdrioara, județul Cluj
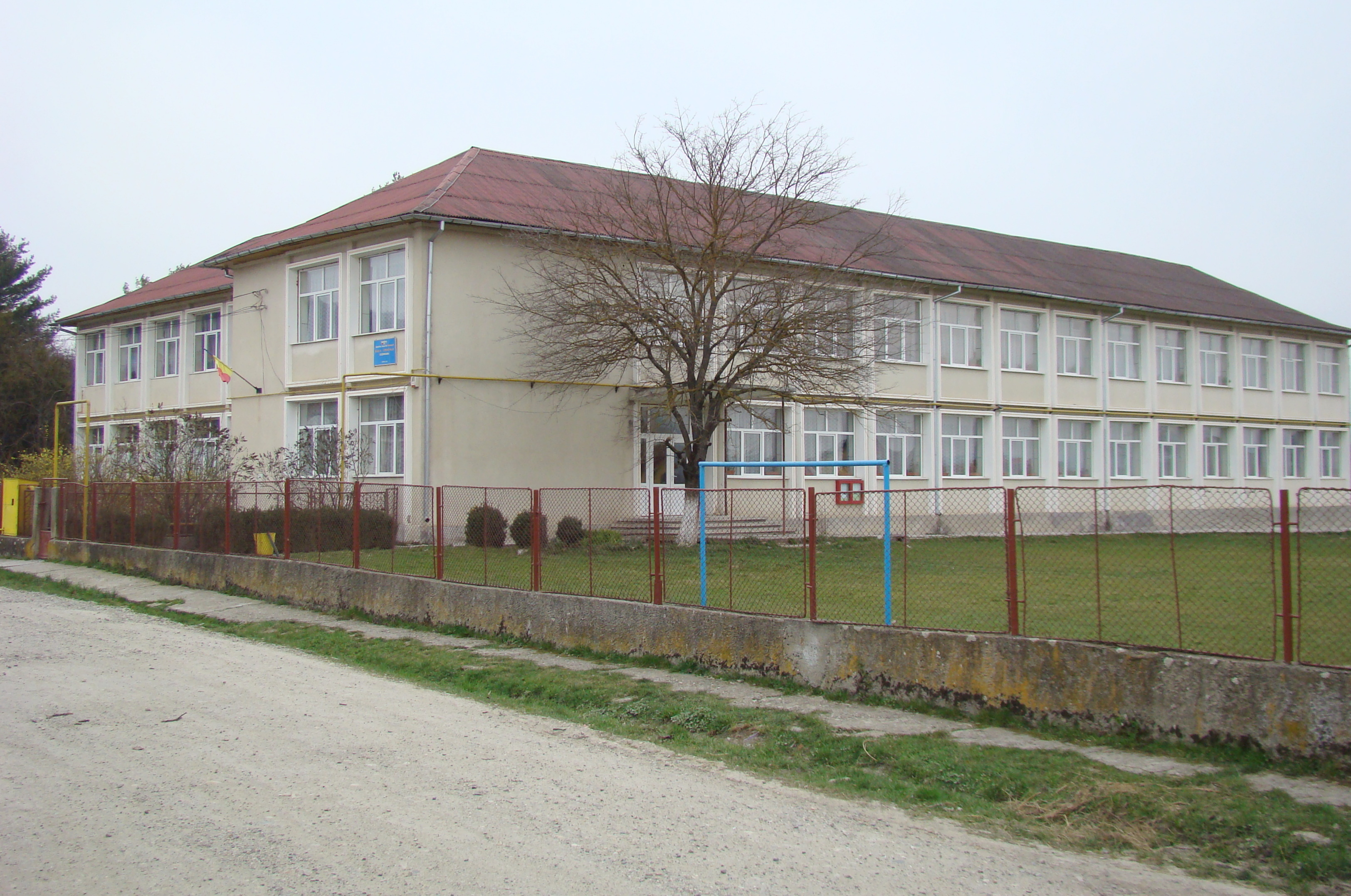
Școala
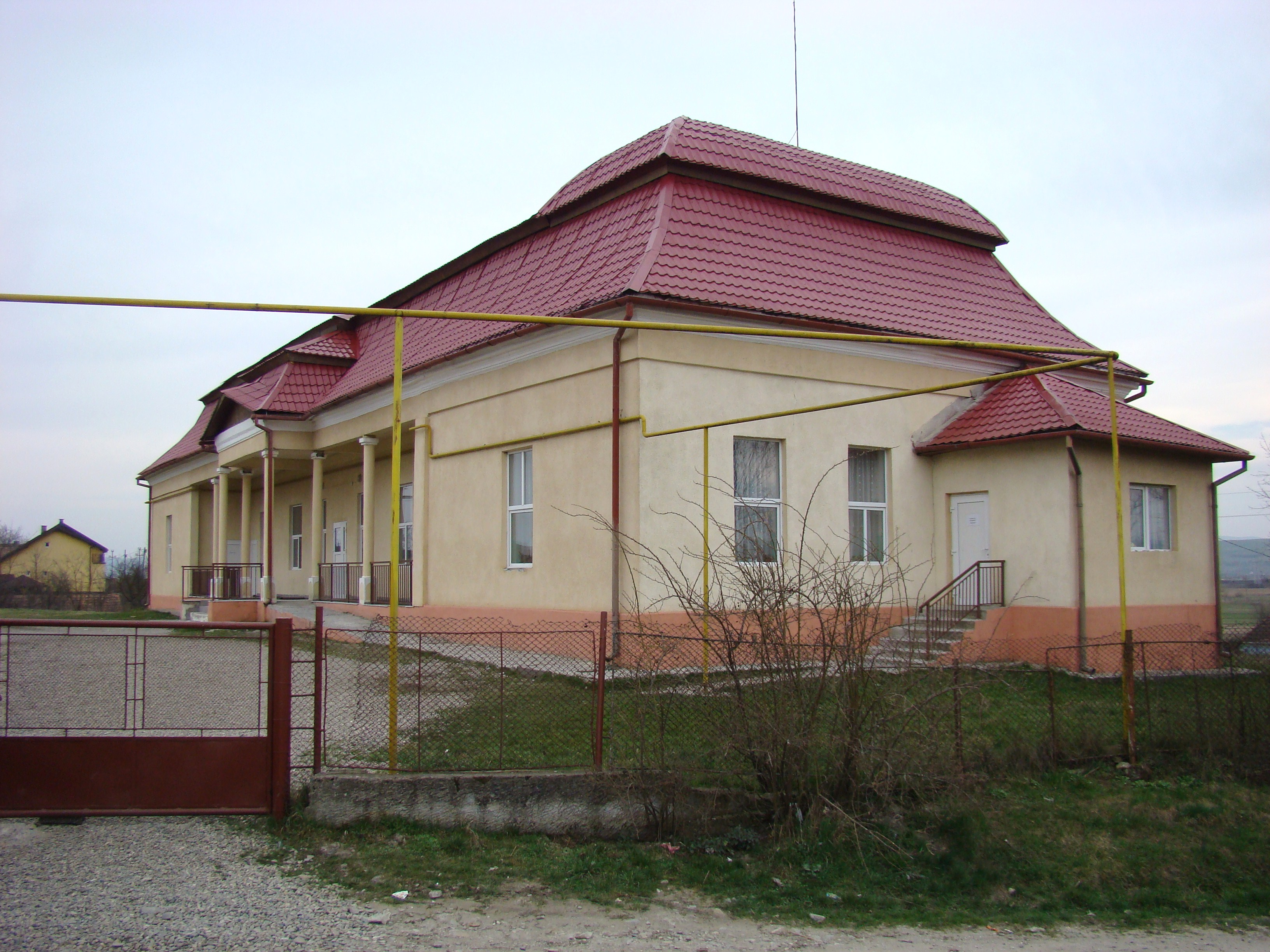
Conacul „Teleki" (monument istoric)
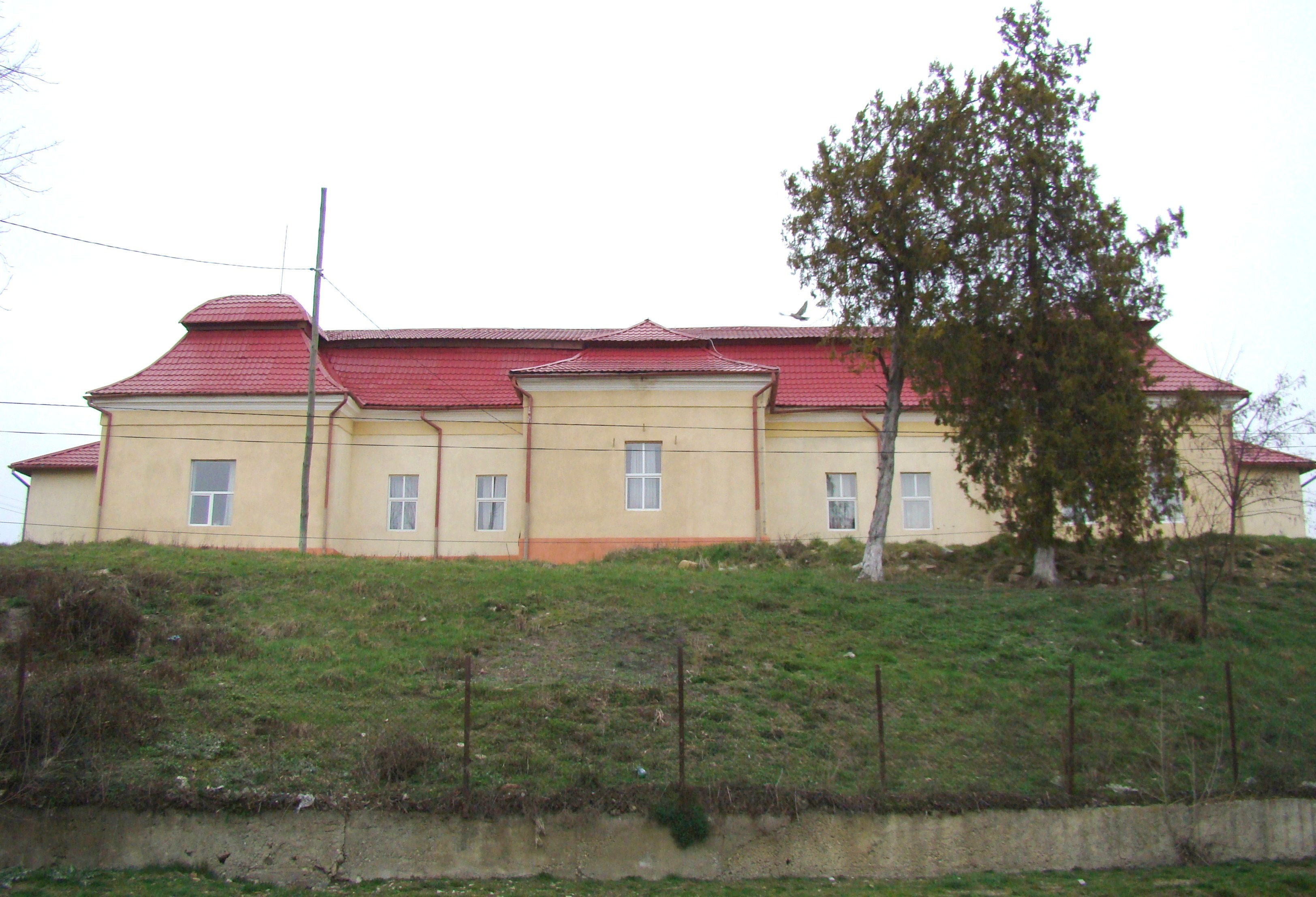
Conacul „Teleki" (monument istoric)
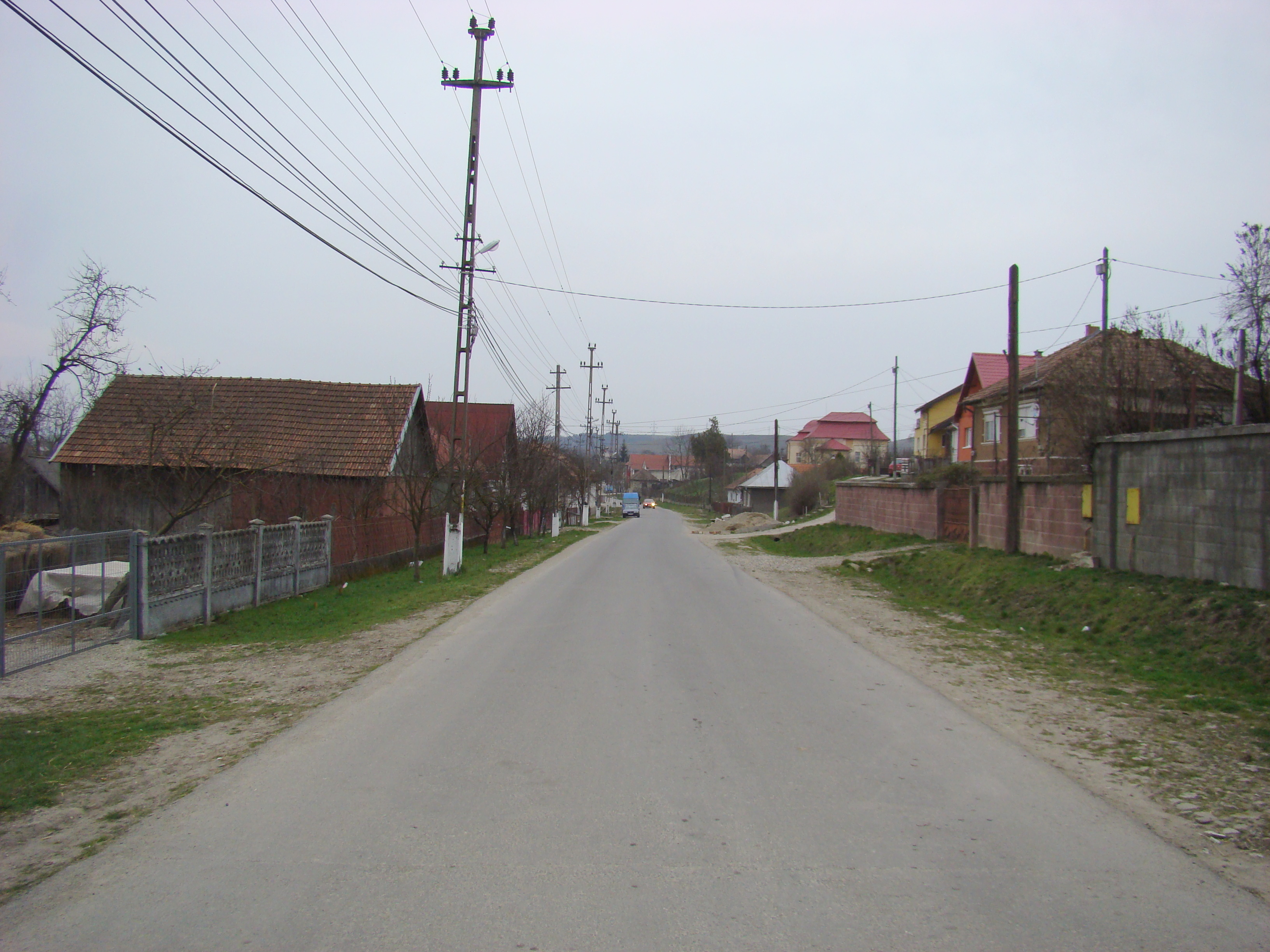
Cuzdrioara, județul Cluj